# NGC 6847
NGC 6847 is een niet-bestaand object in het sterrenbeeld Zwaan. Het hemelobject werd op 17 juli 1784 ontdekt door de Duits-Britse astronoom William Herschel.